# Калаганово
Калаганово — деревня в Тогучинском районе Новосибирской области. Входит в состав Буготакского сельсовета.

## География
Деревня Калаганово расположилась на высоком обрывистом левом берегу реки Иня, в её излучине. Скорость течения реки в районе Калаганово — 0,5 м/с. Деревня находится в лесистом районе. На юго-западе, западе и северо-западе по левому берегу Ини раскинулся Калагановский Бор. На востоке и северо-востоке, выше по течению реки — крупный сосновый Кузнецовский Бор. В его пределах в Иню впадает несколько левых притоков — Иза 1-я и сливающиеся воедино перед самым устьем Иза 2-я и Иза 3-я, имеется несколько пойменных старичных озёр (Круглое, Чёрное, Исток, Забока). Часть Кузнецовского Бора в излучине Ини (урочище Глядинское) признана памятником природы регионального уровня «Пойменно-островной природный комплекс».
На противоположном от деревни берегу реки разместился Томиловский бор, где есть также несколько небольших пойменных водоёмов (озёра Хомутина, Конопляное и др.). На западной опушке бора, к северо-западу от Калаганово, стоит село Томилово (Мошковский район), у которого в Иню впадают, сливаясь, речки Гляденьская и Рязанская.
С юга к деревне Калаганово непосредственно примыкает ещё один населённый пункт — железнодорожная станция Изынский (где расположена одноимённая станция Западно-Сибирской железной дороги). От станции Изынский на юг уходит тупиковая железнодорожная ветка, к промышленным предприятиям пгт Горный. На востоке от деревни, за лесом, у моста через реку Иза 2-я, находится остановочный пункт Салаир.
Площадь деревни — 49 гектаров. Окрестности Калаганово популярны среди дачников. У платформы Салаир — садовые товарищества «Салаир» и «Эдельвейс». На правом берегу Ини, западнее Калаганово и южнее Томилово — «Бамовец», «Заречье» и «Академстроевец». В границах самой деревни — 4 дачных кооператива («Рябинка» на северо-восточной окраине, «Восток» на юге, между Калаганово и станцией Изынский, «Монтажник» на западной окраине и «Электрон» у берега реки, в северо-западной части деревни).

## История
Деревня с названием Калигонова уже присутствует на карте Чаусского и Бердского управительств Горного ведомства в Томском уезде Томской губернии, относясь к Чаусскому управительству (1821 год). Согласно Карте губерний и областей Российской империи, по которым пролегает Сибирская железная дорога, деревня называется Калаганова (1893 год).
По состоянию на 1985 год, в Калаганово проживало около 150 жителей. Нынешняя деревня и пристанционный посёлок Изынский на тот момент составляли единый населённый пункт, однако уже в конце 1980-х годов они были разделены.

## Население
| 2002 | 2007 | 2010 |
| ---- | ---- | ---- |
| 67   | ↗82  | ↘73  |

По данным переписи 2002 года, в деревне проживало 32 мужчины и 35 женщин, 93 % населения составляли русские. По данным переписи 2010 года, в деревне проживало 40 мужчин и 33 женщины, 100 % населения составляли русские.

## Внутреннее деление
Улицы
- Боровая
- Дачная
- Изынская
- Набережная
- Сарбоян
- Хохлы
- Центральная

СНТ
- Восток (улицы — Дачная, Лесная, Садовая, Цветочная, Ягодная)
- Монтажник (улицы — Лесная, Центральная, переулок Речной)
- Рябинка
- Электрон[12]

## Инфраструктура
- В деревне по данным на 2007 год функционирует 1 учреждение здравоохранения[4].
- Насосная станция.
- 2 водонапорные башни[3].